# Kaiser-Wilhelm-Bibliothek

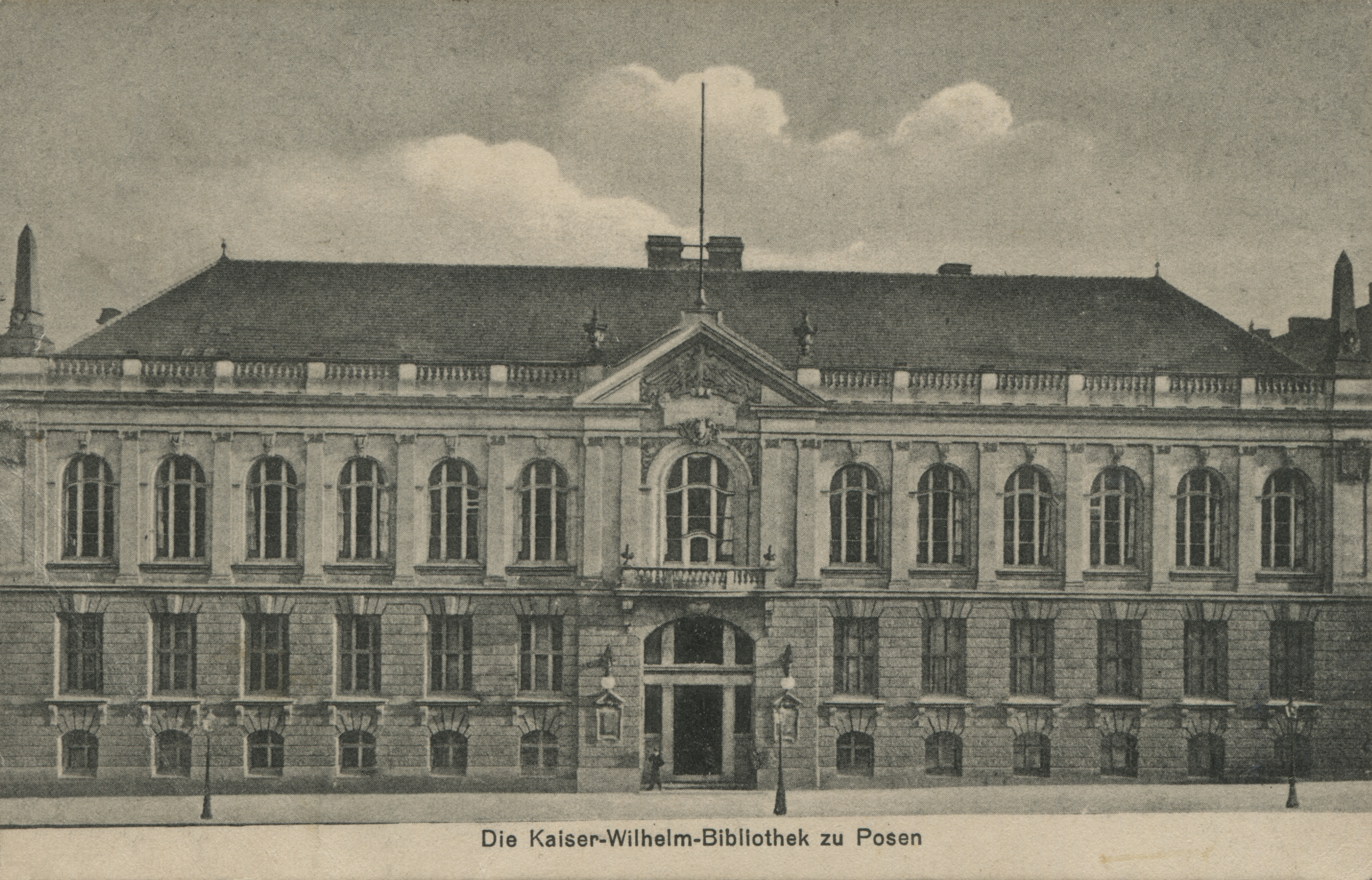
Budynek Kaiser-Wilhelm-Bibliothek

Biblioteka Cesarza Wilhelma (niem. Kaiser-Wilhelm-Bibliothek) – biblioteka w Poznaniu, oddana do użytku dnia 14 listopada 1902 roku.
Nie była to pierwsza niemiecka biblioteka w Poznaniu w tym czasie. Pierwszą publicznie dostępną poznańską instytucją biblioteczną była polska Biblioteka Raczyńskich otwarta w 1829, bibliotekę naukową otwarło też Poznańskie Towarzystwo Przyjaciół Nauk założone w 1857. W 1901 roku Polacy stanowili jednak tylko nieco ponad połowę mieszkańców Poznania; skutkiem zaborów i przejścia miasta pod panowanie Prus był napływ Niemców, zwłaszcza urzędników i ludności powiązanej z aparatem władzy. Relacje polsko-niemieckie systematycznie pogarszały się w ciągu XIX w., zwłaszcza po zjednoczeniu Niemiec w 1871, kiedy to Prowincję Poznańską (dawne Wielkie Księstwo Poznańskie z zagwarantowaną przez króla autonomią) wchłonęło Cesarstwo Niemieckie, w którym dążono do unifikacji, także kulturalnej, wszystkich jego składowych. Kulturkampf spowodował zaognienie sytuacji i intensyfikację działań germanizacyjnych. Na przełomie XIX i XX w. Poznań był zatem miastem podzielonym, w którym trwała bezkrwawa na razie walka o to, która z kultur stanie się dominującą. W tym kontekście można rozumieć powstanie najpierw mniejszej niemieckiej Landes-Bibliothek w 1894, a później Kaiser-Wilhelm-Bibliothek. Była ona realizacją tzw. Hebungspolitik (termin oznaczający „podniesienie cywilizacyjne” prowincji wschodnich) i od początku porównywano jej powstanie do założenia niemieckiej biblioteki uniwersyteckiej w Strasburgu po przejęciu Alzacji jako nowej „prowincji zachodniej” Niemiec w 1871 r.

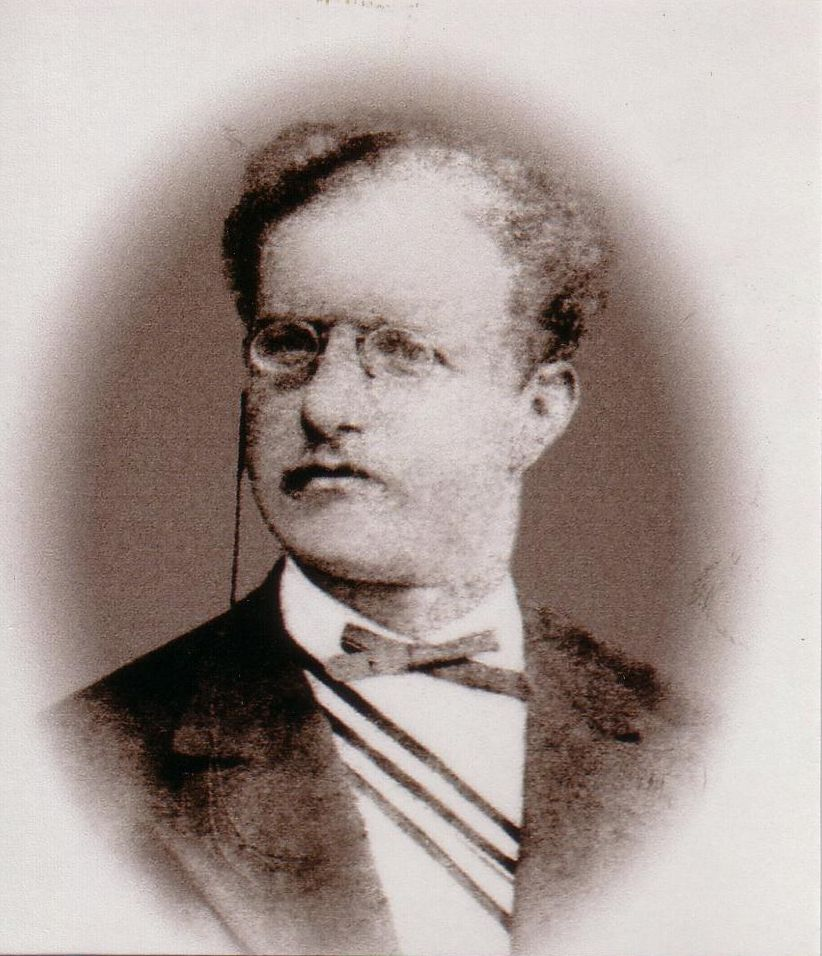
Dr Rudolf Focke (1852-1918), dyrektor Kaiser-Wilhelm-Bibliothek

Ze względu na znaczenie polityczne inwestycji, nową bibliotekę planowano w Berlinie i fundowano z rozmachem, z pomocą funduszy państwowych. Zorganizowano także akcję zbiórki darów książkowych, w której uczestniczyło wiele niemieckich instytucji – biblioteki ofiarowały dublety, wydawnictwa i księgarnie przesyłały publikacje; ofiarodawcami były też osoby prywatne. Do zbiorów włączono także zasób Biblioteki Krajowej (Landes-Bibliothek) założonej w Poznaniu w 1894 r. W przemówieniu na inaugurację biblioteki jej pierwszy dyrektor, dr Rudolf Focke argumentował, że Poznaniowi potrzebna jest biblioteka o wszechstronnym charakterze, łącząca w sobie cechy naukowej i publicznej. Podkreślał nowoczesność przyjętych rozwiązań, zarówno w dziedzinie technicznej (zastosowanie poczty pneumatycznej do transportu), jak i w zakresie nowoczesnego udostępniania zbiorów na wzór bibliotek amerykańskich (wypożyczanie książek dla wszystkich, czego nie było wówczas w Bibliotece Raczyńskich, oraz biblioteka objazdowa). Za najważniejsze uznał powszechny dostęp do wiedzy dla całego społeczeństwa. Otwarcie Biblioteki wywołało dyskusję publiczną dotyczącą gromadzenia materiałów w języku polskim, które bardziej nacjonalistycznie nastawieni interlokutorzy uznali za odstępstwo od niemieckich ideałów narodowych. W odpowiedzi na to grupa anonimowych Niemców opublikowała w „Posener Zeitung” z dnia 30 maja 1899 list otwarty zatytułowany Literatura polska w Kaiser-Wilhelm-Bibliothek. Argumentowali, że biblioteka ma przed sobą przyszłość także jako naukowa, a „Nauka wymaga, aby badacz mógł znaleźć w Kaiser-Wilhelm-Bibliothek wszystkie znaczące dzieła, jakie na temat danego kraju, jego historii i kultury się ukazały. Język nie może być przeszkodą!”

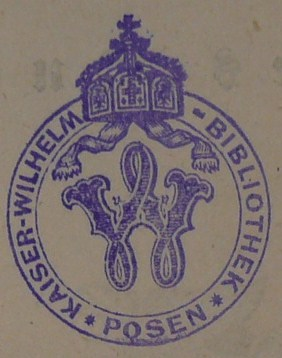
Stempel KWB

W 1903 powstała w Poznaniu Akademia Królewska nie posiadająca pełnych praw uniwersyteckich; dyrektor Kaiser-Wilhelm-Bibliothek Rudolf Focke był jednym z jej założycieli i profesorów. Pod jego kierownictwem biblioteka pełniła rolę zarówno naukowej, jak i publicznej. Organizacja biblioteki naśladowała wzory pruskie, z kartkowymi katalogami alfabetycznym i systematycznym. Katalog systematyczny ułożony został na wzór schematu Biblioteki Uniwersyteckiej w Halle. Oprócz wypożyczalni, biblioteka dysponowała dwiema czytelniami, główną i czasopism; czytelnia główna oferowała 60 miejsc i księgozbiór podręczny. Czytelnie i wypożyczalnia otwarte były początkowo w godzinach 09.00-13.00, 17.00-22.00, a w niedzielę 06.00-22.00. Oprócz tego od 1903 funkcjonowała Biblioteka Wędrowna (obwoźna) dla prowincji. Stan księgozbioru, który w 1919 przeszedł w ręce polskie, wynosił 270 000 tomów, nie licząc 10 000 jeszcze nieskatalogowanych. Wbrew wcześniejszemu apelowi w Posener Zeitung, 90% księgozbioru stanowiły druki niemieckojęzyczne. Nowa biblioteka cieszyła się rosnącą liczbą czytelników, także z Akademii Królewskiej, którą wspomagała też jako miejsce wykładów.
Po uzyskaniu niepodległości przez Polskę, w 1919 biblioteka stała się częścią nowo powstałego polskiego uniwersytetu, jednocześnie zmieniono nazwę instytucji na Biblioteka Uniwersytecka Uniwersytetu Poznańskiego.